# Hamlet (Indiana)
Hamlet város az Amerikai Egyesült Államok Indiana államában, Starke megyében. Lakosainak száma 773 fő (2020. április 1.).

## Népesség
A település népességének változása:

| 2010 | 800 |
| 2020 | 773 |